# 재단
재단(財團)은 재산의 집단을 가리키는 말 또는 공익 목적으로 만들어진 재산을 출자한 집단을 말한다. 
공익 목적과 관계없는 재단으로서 단순히 재산의 집단인 예로는 공장재단, 광업재단, 파산재단등이 있다. 공익 목적으로 만들어진 재산의 집단으로서 법인격을 갖는 것을 재단법인이라고 한다. 재단법인의 규정이 일부 준용되는 재단 형태의 법인으로는 학교법인·사회복지법인·의료법인·향교재단 등이 있다. 대한민국에서 재단법인이나 특별법에 따라 등록한 법인이 아닌 재단으로는 아직 재단 등록을 하지 않은 법인 아닌 재단과, 사단법인으로 등록하였으나 재단이라는 이름을 사용하여 재단의 역할을 수행하는 단체 등이 있다. 법인 아닌 재단에는 대한민국 민법상 재단법인의 규정이 준용되며, 실제 기능은 재단이지만 사단법인으로 등록한 단체는 사단법인의 규정이 적용된다.

## 같이 보기
- 비영리 단체